# Hubaysh ibn al-Hasan ibn al-A'sam
Ḥubaysh ibn al-Ḥasan ibn al-Aʿsam (in arabo ﺣﺒﻴﺶ ﺑﻦ ﺍﻟﺤﺴﻦ ﺑﻦ ﺍلاﻋﺴﻢ‎?); IX secolo) è un medico e traduttore siriaco;  fu un nipote di Ḥunayn b. Isḥāq, da lui aiutato nella poderosa opera di traduzione di testi medici dell'Antica Grecia.
Attivo nel IX secolo, di lui si conosce assai poco, salvo il fatto che tradusse il De anatomicis administrationiibus di Galeno, che in lingua araba divenne Fī ʿamal al-tashrīḥ, articolato su 15 libri.

La stessa opera medica fu tradotta anche in siriaco per Jibrāʾīl b. Bakhtīshūʿ da Ayyūb al-Rūhāwī che - come mostra il nasab - era di Edessa (in arabo al-Rūhā), tanto da essere noto in Occidente come Giacobbe di Edessa.

Tale traduzione siriaca fu comunque rivista dallo stesso Ḥunayn per il suo Maestro Yūḥannā b. Māsawayh.